# Cabeça de bronze de Ifé
A Cabeça de Bronze de Ifé, or Cabeça de Ifé, Ori Olocum é uma das dezoito esculturas de liga de cobre que foram desenterradas em 1938 em Ifé na Nigéria, o centro real religioso e antigo dos iorubás. Acredita-se que essa escultura represente a principal ancestral do povo iorubá, Odudua. Provavelmente, foi feita no século XIII-XIV, antes de qualquer contato europeu ter ocorrido com a população local. O realismo e o artesanato sofisticado dos objetos desafiaram as concepções ocidentais de arte africana na época. Um ano depois da sua descoberta, a Cabeça de Ifé foi levada ao Museu Britânico.

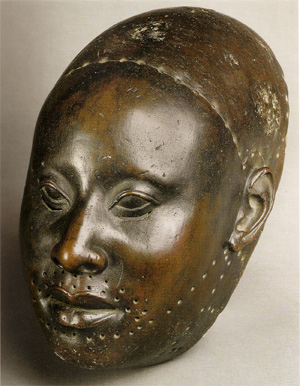
Máscara de cobre de Ifé de cerca de 1300 representando Obalufom

## Descrição
Como a maioria dos "bronzes africanos" a peça é na verdade feita de cobre e várias ligas, descritas pelo Museu Britânico como "latão-zinco com chumbo pesado" ". A prática moderna em museus e arqueologia é cada vez mais evitar termos como bronze ou latão para objetos históricos em favor do termo mais abrangente "liga de cobre".
A cabeça é feita usando a técnica da cera perdida e tem aproximadamente três quartos de tamanho real, medindo 35 cm de altura. O artista desenhou a cabeça num estilo muito naturalista. O rosto está coberto de estrias incisas, mas os lábios não estão marcados. O cocar sugere uma coroa de construção complexa, composta de diferentes camadas de contas e franjas em forma de tubo. Esta decoração é típica das cabeças de bronze de Ifé. A coroa é encimada por uma crista, com uma roseta e uma pluma que agora está levemente dobrada para um dos lados. A superfície da coroa inclui os restos de tinta vermelha e preta. A interpretação realista de esculturas da vida medieval é excepcional na arte subsaariana, e inicialmente foi considerada a manifestação mais antiga de uma tradição que continuou na arte iorubá, no início da arte do Benin e em outras peças. Uma escavação em Ibo-Ucu em 1959 forneceu evidências científicas de uma cultura de artefatos de metal que pode datar dos séculos IX ou X. A maioria dos objetos encontrados no sítio e áreas vizinhas acabaram no Museu Nacional de Ifé, mas algumas peças deixaram a Nigéria e estão agora nas coleções de grandes museus do exterior.
A descoberta das esculturas foi o incentivo para o governo nigeriano controlar a exportação de antiguidades da Nigéria. Antes que isso fosse alcançado, essa cabeça foi para Londres via Paris e outras duas foram enviadas para a América. Tentativas de impedir novas exportações, provocadas por Leo Frobenius, foram promulgadas com sucesso em 1938, quando a legislação foi feita pelas autoridades coloniais. Frobenius era um etnólogo e arqueólogo alemão que foi um dos primeiros estudiosos europeus a se interessar seriamente pela arte africana, especialmente a ioruba.

## Ifé
Acredita-se que a cabeça de Ifé seja o retrato de uma rainha conhecida como oni. Provavelmente foi feita sob o patrocínio do rei Obalufom II, cuja famosa máscara facial naturalista em cobre compartilha características estilísticas com esse trabalho. Hoje entre os iorubás, Obalufom é identificado como a divindade patronal dos rodízios de latão. O período em que o trabalho foi feito foi uma era de prosperidade para a civilização ioruba, que foi construída a partir do comércio através do rio Níger para os povos da África Ocidental. Ifé é considerado pelo povo ioruba como o lugar onde suas divindades criaram os seres humanos.
Essas cabeças de bronze são evidência de comércios adicionais, já que contas de vidro de Ifé foram encontradas amplamente na África Ocidental. Acredita-se que o cobre seja de minérios nigerianos locais, embora os acadêmicos acreditassem que ele tivesse vindo da Europa Central do noroeste da Mauritânia, do Império Bizantino ou do sul Marrocos. 
Os moldes de bronze poderiam ter sido modelados sobre originais de terracota. Uma longa tradição de escultura em terracota com características semelhantes existia na cultura africana antes da criação dessas esculturas de metal. Marfim foi outro material usado com freqüência na arte africana.

## Impacto na arte da história da arte
Quando as primeiras obras como essa apareceram no início do século XX, muitos especialistas as compararam com as mais altas realizações da arte romana ou grega antiga. Quando Leo Frobenius descobriu o primeiro exemplo de uma cabeça semelhante, isso produziu uma nova compreensão ocidental sobre a civilização africana, pois especialistas não acreditavam que africanos tivessem capacidade para criar artefatos de tal qualidade. Tentando explicar o que foi avaliado como anomalia, Frobenius criou uma teoria de que fossem obras de uma colonização de gregos antigos ali estabelecidos no século XIII a.C. Ele fez uma afirmação, amplamente divulgada na imprensa popular, de que sua hipótese sobre a antiga colônia grega poderia ser a origem da antiga lenda da civilização perdida da Atlântida.
É agora reconhecido que estas estátuas representam uma tradição africana nativa que alcançou um alto nível de realismo e refinamento.